# Katastrofa lotnicza w Cumberland
Katastrofa w Cumberland – katastrofa samolotu z bombami atomowymi na pokładzie.
Katastrofa B-52 Stratofortress z dwiema bombami atomowymi na pokładzie 13 stycznia 1964 w pobliżu Cumberland w stanie Maryland (USA) nastąpiła w czasie lotu z bazy lotniczej w Westover (Massachusetts) do macierzystej bazy Turner w Albany w stanie (Georgia). Przed katastrofą pilot rozpoczął wznoszenie z pułapu 29 500 stóp (ok. 10 000 m) na 33 000 stóp (ok. 11 000 m) w związku z turbulencjami, na które napotkał. W trakcie zmiany pułapu nastąpiło poważne mechaniczne uszkodzenie struktury samolotu wskutek jednej z kolejnych nadzwyczaj silnych turbulencji. Samolot nie mógł kontynuować lotu i spadł w odległej od dróg i ludzkich osad górzystej i zalesionej okolicy Cumberland. Z wypadku spośród pięciu członków załogi uratowali się pierwszy i drugi pilot. Strzelec i nawigator wylądowali żywi na spadochronach, ale wkrótce zmarli na ziemi wskutek wychłodzenia. Nawigator radaru nie wyskoczył z samolotu i zginął w jego szczątkach.
Porywisty wiatr i padający śnieg, silny mróz i niedostępna okolica bardzo opóźniły akcję ratunkową tak, że w chwili, kiedy dotarto do szczątków maszyny pokryta była ona czterdziestocentymetrową warstwą świeżego śniegu.
Obie bomby przetrwały katastrofę – według oficjalnych doniesień – w stanie „względnie nienaruszonym” (ang. relatively intact).